# Economia do Ceará
| Evolução do PIB (R$) | Evolução do PIB (R$) | Evolução do PIB (R$) |
| Ano                  | PIB (R$ 1.000)       | Per Capita           |
| -------------------- | -------------------- | -------------------- |
| 2010                 | R$ 77.865.000        | 9.216                |
| 2011                 | R$ 89.695.000        | 10.314               |
| 2012                 | R$ 96.973.000        | 10.473               |
| 2013                 | R$ 109.036.000       | 11.950               |
| 2014                 | R$ 126.054.000       | 13.556               |
| 2015                 | R$ 130.630.000       | 14.970               |
| 2016                 | R$ 138.379.000       | 15.438               |
| 2017                 | R$ 147.890.000       | 16.391               |
| 2018                 | R$ 155.904.000       | 17.178               |
| 2019                 | R$ 163.575.000       | 17.912               |
| 2020                 | R$ 166.915.000       | 18.168               |

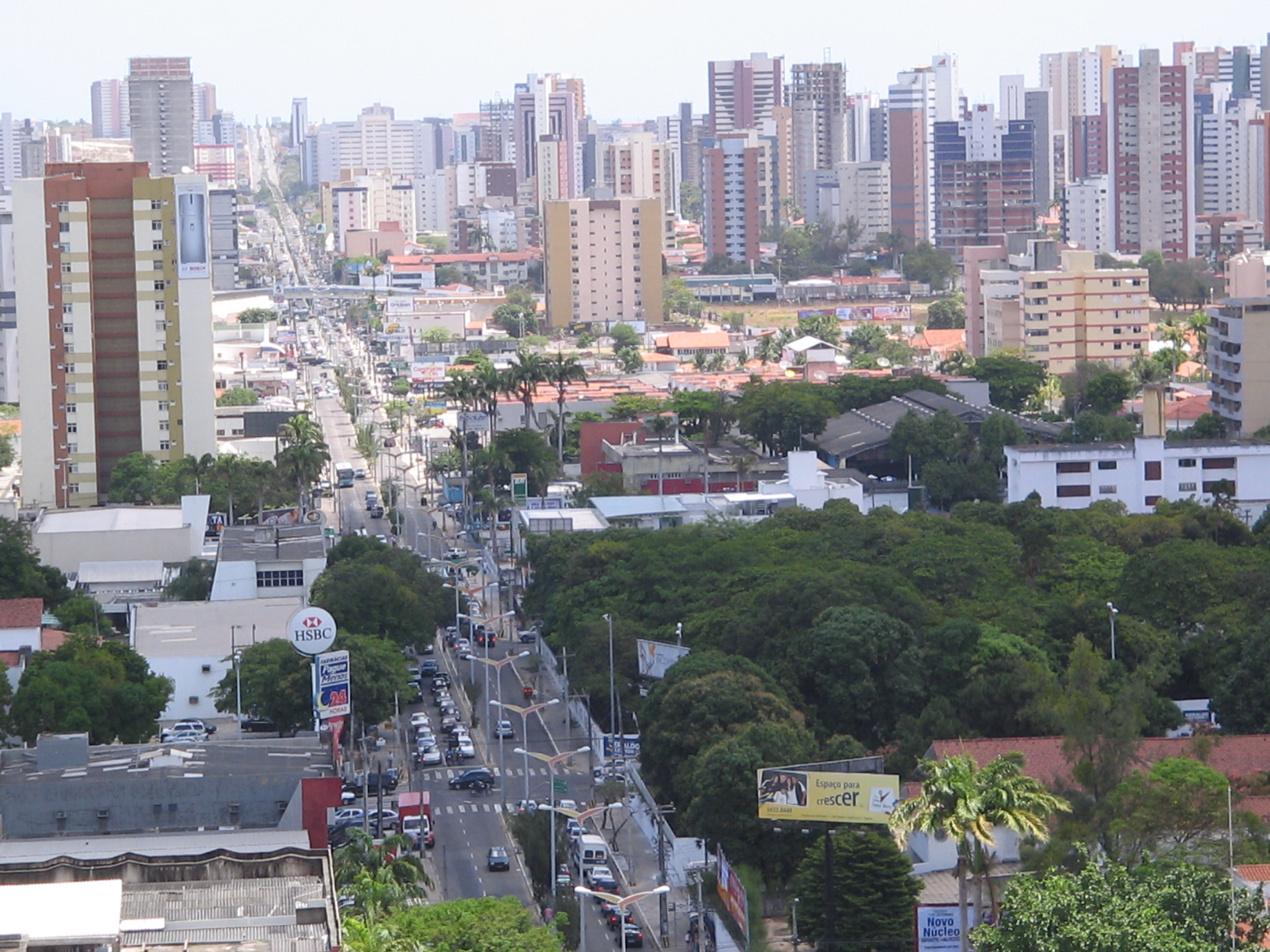
Quase metade da economia cearense se concentra na capital.

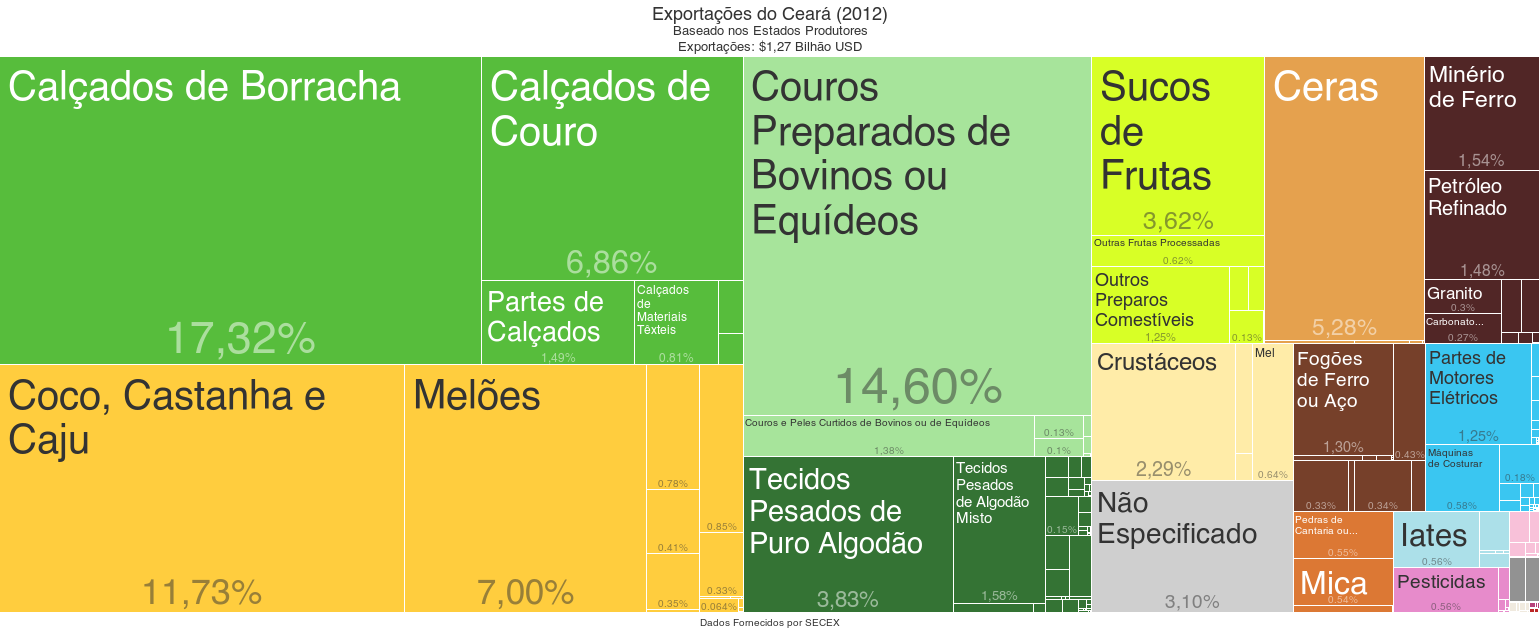
Exportações do Ceará em 2012.

A economia do Ceará é uma das mais diversificadas da região Nordeste do Brasil. O PIB cearense em valores correntes, em 2015, foi de  R$130.621.000 bilhões, dos quais 45,75% estão concentrados na capital Fortaleza, segundo estudo do Ipece . Muito atrás, destacam-se algumas cidades médias da região metropolitana e do interior: Maracanaú, Caucaia, Sobral, Juazeiro do Norte, São Gonçalo do Amarante, Eusébio, Crato, Horizonte, Aquiraz e Crateús respectivamente.
A cidade com mais movimentação econômica é Fortaleza (R$67 024 088,20 mil R$) o maior PIB do estado, e, Granjeiro (R$38 617 mil R$) com menor. Juntos, os 15 municípios de maior PIB representam 72,2% das riquezas produzidas no estado.
Economicamente, o Ceará nasceu da exclusão da atividade pecuária nas áreas litorâneas, especialmente em Pernambuco e Bahia, produtores de açúcar; o primeiro direcionou a colonização a partir do norte do estado, e o segundo, a partir do sul. Assim, durante séculos o Ceará foi uma "civilização do couro", dedicada, sobretudo, à venda de gado e de sua carne para outras províncias. Em fins do século XVIII, com a Guerra de Independência dos Estados Unidos, o cultivo de algodão teve enorme impulso, tornando-se uma das principais atividades econômicas cearenses. A isso se somava a produção de café nas serras mais altas e, por fim, atividades agrícolas, pesqueiras e pecuárias de subsistência.
A partir dos anos 60, houve uma progressiva industrialização e urbanização, que ganhou impulso a partir da década de 80, em parte devido à política de concessão de benefícios fiscais a empresas que se instalassem no estado. Atualmente, embora sendo ainda uma economia sub-industrializada em relação a vários outros estados do Brasil, a economia cearense não é mais baseada, sobretudo nas atividades agropecuárias, sendo preponderante o setor terciário de comércio e serviços, com grande destaque para o turismo. Apesar disso, aquelas ainda possuem grande relevância na economia do estado, em especial a pecuária, mas há também crescente importância de cultivos não-tradicionais no estado, como a produção de frutas e legumes no Vale do Rio Jaguaribe e de flores na Serra da Ibiapaba e no Cariri. Desde 2004, a economia cearense vem crescendo, moderada mas sustentadamente, entre 3,5% e 5% ao ano. Em 2007, o crescimento foi de 4,1%, e, para 2008, prevê-se um crescimento de 4,5%. Contudo, os dados referentes ao primeiro semestre de 2008 revelam um crescimento superior de 5,9%

## Agricultura

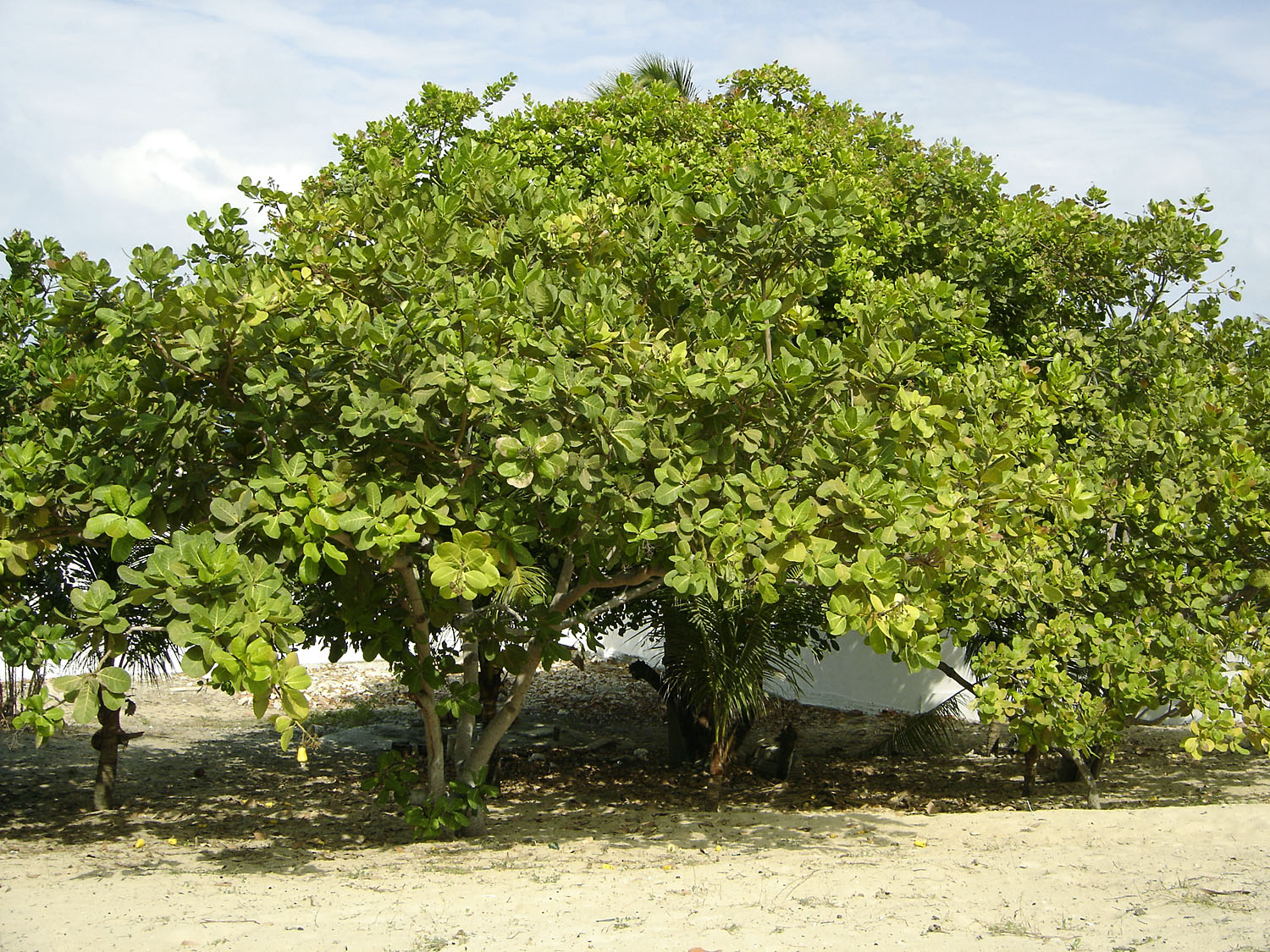
Cajueiro, de onde se retira um dos principais produtos agrícolas do Ceará: a castanha de caju.

Destacam-se na atividade agrícola: feijão, milho, arroz, algodão herbáceo, algodão arbóreo, castanha de caju, cana-de-açúcar, mandioca, mamona,  tomate, banana, laranja, coco e, mais recentemente, a uva.
Recentemente, tem crescido um pólo de agricultura irrigada, dirigida principalmente à exportação, em áreas próximas à Chapada do Apodi, dedicando-se especialmente ao cultivo de frutas como melão e abacaxi. Outro destaque muito recente é o do cultivo de flores, que tem ganhado importância especialmente na Serra da Ibiapaba.
O Ceará conta com dois portos por onde escoam sua exportação e importação: o porto do Pecém e o porto do Mucuripe.

## Pecuária
Bovinos, suínos, caprinos, eqüinos, aves, asininos, carcinicultura e ovinos.

## Mineração
Ferro, água mineral, calcário, argila, magnésio, granito, petróleo, gás natural, sal marinho, grafita, gipsita, urânio bruto.
O município de Santa Quitéria, na localidade de Itataia, possui uma das maiores reservas de urânio do Brasil.

## Indústria
Os principais setores da indústria cearense são vestuário, alimentícia, metalúrgica, farmacêutica, química e calçadista. A maioria das indústrias está instalada na Região Metropolitana de Fortaleza, com destaque para Fortaleza, Caucaia e Maracanaú onde se encontra o Distrito Industrial de Maracanaú sendo um importante complexo industrial, dinamizando a economia do estado do Ceará. Em Caucaia e São Gonçalo do Amarante será instalada a ZPE do Ceará no Complexo Industrial e Portuário do Pecem onde serão instaladas uma siderúrgica e uma refinaria de petróleo.
A Federação das Indústrias do Estado do Ceará é a entidade sindical dos donos das empresas. A entidade congrega a maioria dos donos e dirigentes industriais. Algumas das grandes empresas do Ceará com alcance nacional vinculadas a FIEC são: Aço Cearense, Companhia de Alimentos do Nordeste, Grendene, Grande Moinho Cearense, Grupo Edson Queiroz, Indústria Naval do Ceará, J. Macêdo, M. Dias Branco, Santana Textiles, Durametal, Troller e Ypióca, dentre outras.

## Municípios mais ricos
Fortaleza, Juazeiro do Norte, Sobral, Maracanaú e Caucaia Iguatu.

## Dados
| - Abaixo de 100 milhões: 136 municípios - Entre 100 milhões e 500 milhões: 41 municípios - Entre 500 milhões e 1 bilhão: 3 municípios - Acima de 1 bilhão: 4 municípios - Abaixo de 100 milhões: 94 municípios - Entre 100 milhões e 500 milhões: 70 municípios - Entre 500 milhões e 1 bilhão: 12 municípios - Acima de 1 bilhão: 8 municípios |  | - Abaixo de 4 mil: 166 municípios - Entre 4 mil e 7 mil: 12 municípios - Entre 7 mil e 10 mil: 3 municípios - Acima de 10 mil: 3 municípios - Abaixo de 4 mil: 22 municípios - Entre 4 mil e 7 mil: 130 municípios - Entre 7 mil e 10 mil: 21 municípios - Acima de 10 mil: 11 municípios |

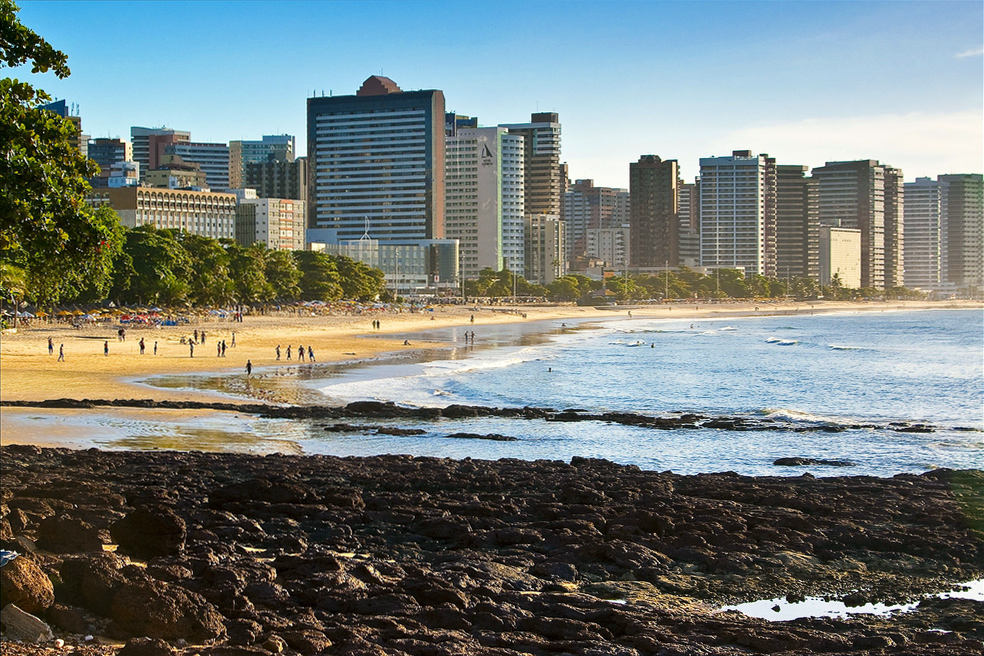
Fortaleza, nona cidade mais rica do país e cidade mais rica do Nordeste

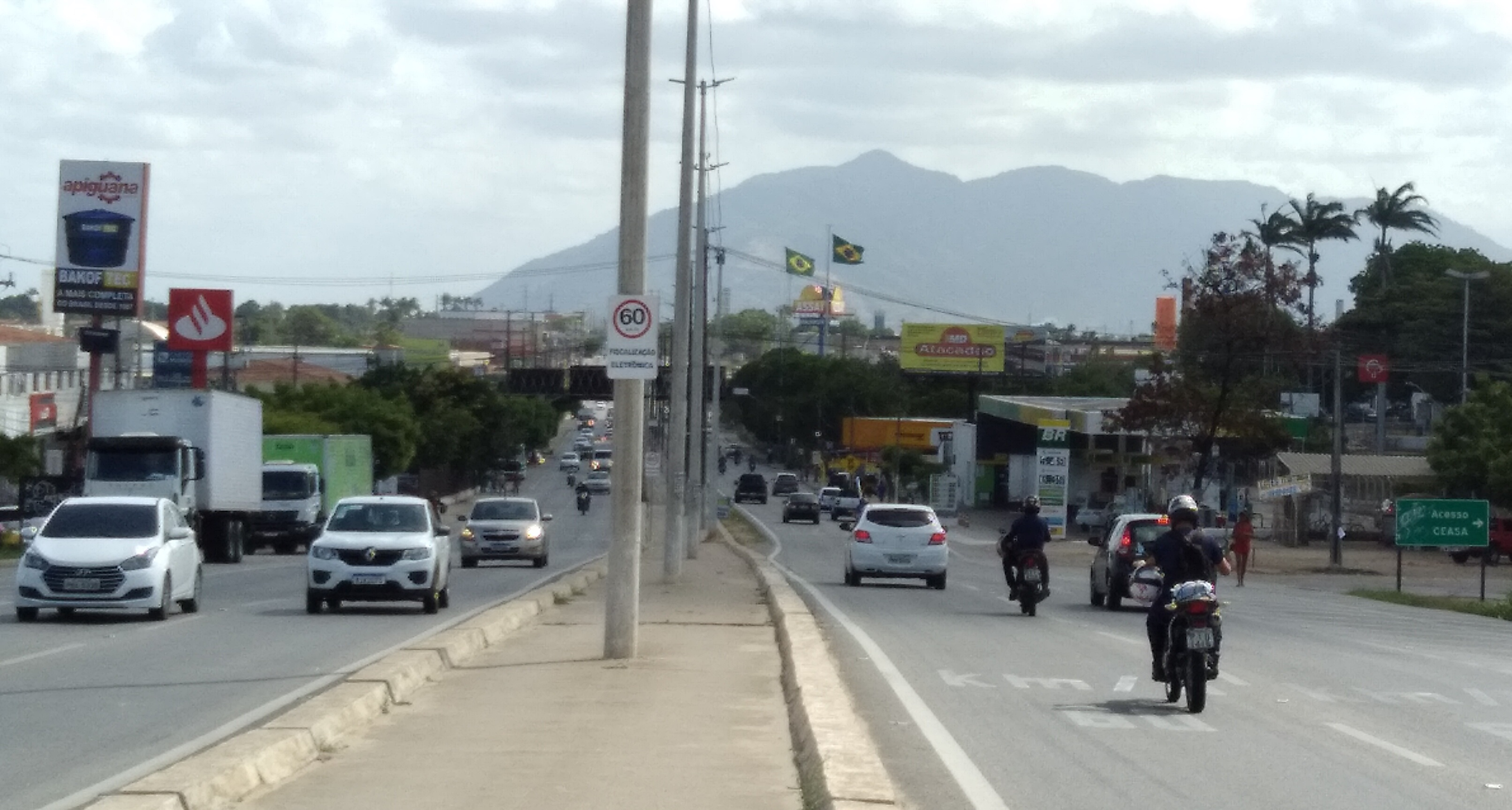
Maracanaú, segunda colocada

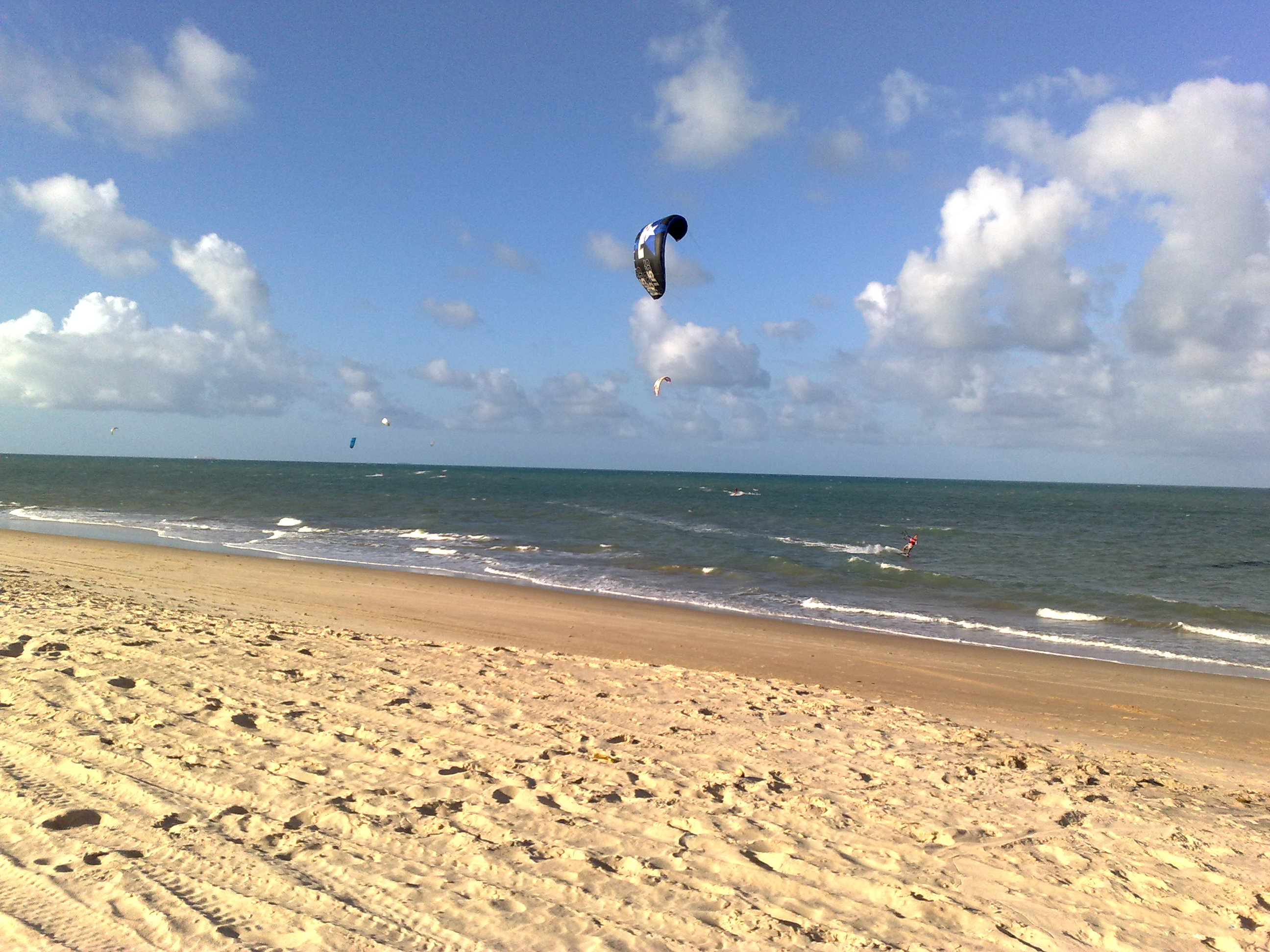
Caucaia, terceira colocada

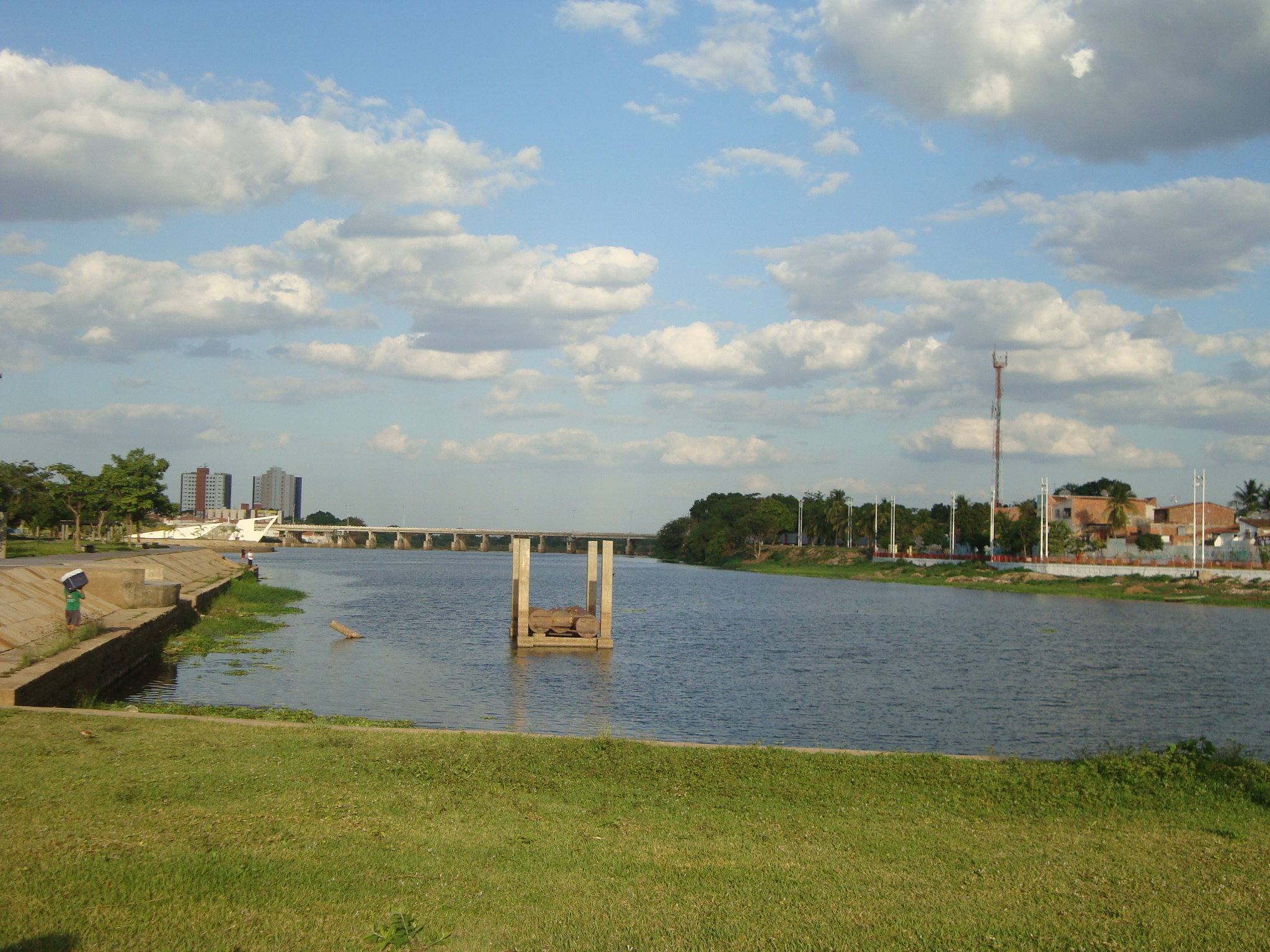
Sobral, a quarta cidade mais rica do estado e a mais rica do interior do Ceará

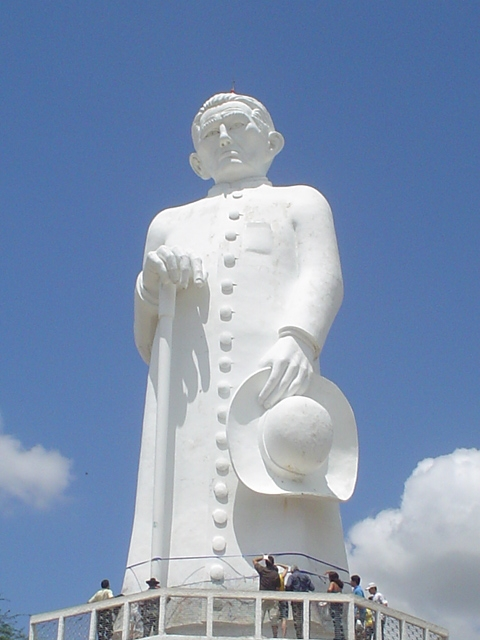
Juazeiro do Norte, quinta colocada

## PIB nominal de 2012
20 maiores
| Posição | Posição | Município               | PIB        | Crescimento |
| Em 2012 | Em 2011 | Município               | PIB        | Crescimento |
| ------- | ------- | ----------------------- | ---------- | ----------- |
| —       | —       | Total estadual          | 90 131 724 | 2 149 274   |
| —       | —       | RM Fortaleza            | 59 616 204 | 1 984 105   |
| 1       | (0)     | Fortaleza               | 43 402 190 | 1 423 788   |
| 2       | (0)     | Maracanaú               | 4 789 878  | 14 830      |
| —       | —       | RM Cariri               | 4 466 365  | 73 768      |
| 3       | (0)     | Caucaia                 | 3 657 134  | 333 326     |
| 4       | (0)     | Sobral                  | 2 462 619  | 45 923      |
| 5       | (0)     | Juazeiro do Norte       | 2 354 692  | 108 228     |
| 6       | (1)     | São Gonçalo do Amarante | 1 439 817  | 258 645     |
| 7       | (1)     | Eusébio                 | 1 407 512  | 59 581      |
| 8       | (1)     | Crato                   | 1 001 915  | 15 299      |
| 9       | (1)     | Horizonte               | 939 562    | 130 864     |
| 10      | (2)     | Aquiraz                 | 935 351    | 139 800     |
| 11      | (3)     | Aracati                 | 932 020    | 114 330     |
| 12      | (2)     | Iguatu                  | 881 128    | 6 140       |
| 13      | (2)     | Maranguape              | 823 652    | 22 032      |
| 14      | (1)     | Itapipoca               | 784 735    | 47 843      |
| 15      | (1)     | Crateús                 | 662 919    | 384 606     |
| 16      | (1)     | Pacatuba                | 650 910    | 10 888      |
| 17      | (1)     | Russas                  | 634 363    | 29 187      |
| 18      | (0)     | Quixadá                 | 622 866    | 21 430      |
| 19      | (0)     | Pacajus                 | 599 849    | 3 887       |
| 20      | (8)     | Camocim                 | 546 072    | 140 849     |
| 20      | (1)     | Barbalha                | 504 630    | 6 538       |

## PIB per capita de 2012
20 maiores
| Posição | Posição | Município               | PIB    | Crescimento |
| Em 2012 | Em 2011 | Município               | PIB    | Crescimento |
| ------- | ------- | ----------------------- | ------ | ----------- |
| 1       | (1)     | São Gonçalo do Amarante | 31 896 | 2 559       |
| 2       | (1)     | Eusébio                 | 29 327 | 1 974       |
| 3       | (0)     | Maracanaú               | 22 445 | 265         |
| —       | —       | Total federal           | 22 400 | 865         |
| 4       | (1)     | Fortaleza               | 17 360 | 397         |
| —       | —       | RM Fortaleza            | 16 112 | 327         |
| 5       | (1)     | Horizonte               | 16 083 | 2 834       |
| 6       | (5)     | Aracati                 | 13 246 | 3 823       |
| 7       | (1)     | Sobral                  | 12 751 | 24          |
| 8       | (1)     | Aquiraz                 | 12 561 | 1 667       |
| 9       | (3)     | Paracuru                | 12 284 | 3 039       |
| 10      | (2)     | Crateús                 | 11 901 | 1 455       |
| —       | —       | Total nordestino        | 11 044 | 665         |
| 11      | (2)     | Caucaia                 | 10 881 | 1 090       |
| —       | —       | Total estadual          | 10 473 | 159         |
| 12      | (2)     | Pacajus                 | 9 297  | 198         |
| 13      | (2)     | Juazeiro do Norte       | 9 211  | 313         |
| 14      | (1)     | Iguatu                  | 8 978  | 52          |
| 15      | (21)    | Camocim                 | 8 971  | 2 435       |
| 16      | (2)     | Barbalha                | 8 920  | 15          |
| 17      | (0)     | Russas                  | 8 845  | 261         |
| 18      | (2)     | Pacatuba                | 8 631  | 51          |
| 19      | (19)    | Pentecoste              | 8 400  | 2 069       |
| 20      | (1)     | Uruburetama             | 8 382  | 437         |
| —       | —       | RM Cariri               | 7 773  | 62          |

## Turismo

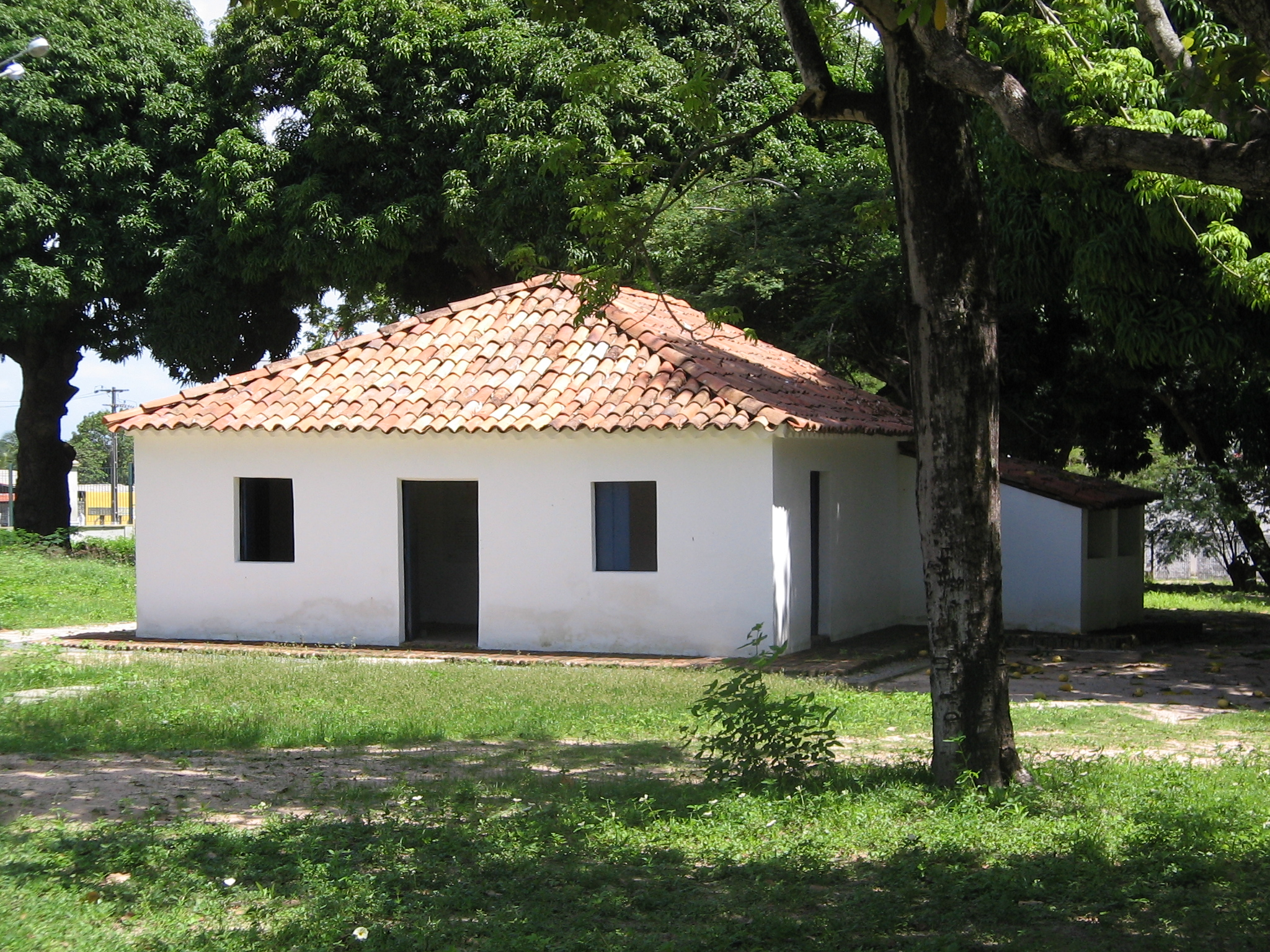
Prédio do sítio histórico da Casa de José de Alencar.

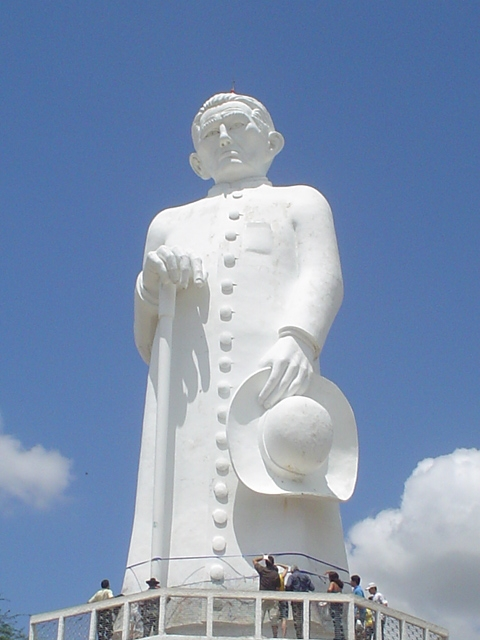
Estátua do Padre Cícero na colina do Horto em Juazeiro do Norte.

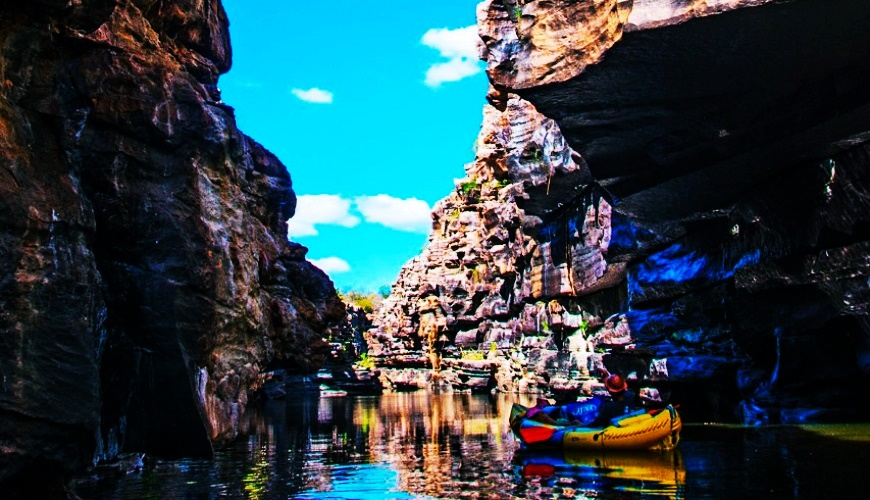
Paisagem Cânion do Rio Poti em Crateús. Destaca-se a pratica do ecoturismo e de esportes como Rapel e Canoagem.

O estado têm atrativos naturais em todas as regiões, mas tem destaque maior o litoral. As praias de maior destaque são: Jericoacoara, a Canoa Quebrada e a Porto das Dunas, onde existe o Beach Park. O Ceará recebe hoje turistas do mundo inteiro, pois atende aos anseios dos mais diversos tipos:
Turismo cultural
Todas as regiões possuem vasto acervo cultural representado pela arte, tradição e memória, embora atualmente não incentivado suficientemente com vistas à sua preservação e desenvolvimento.
Com um artesanato diversificado, o Ceará produz peças em crochê, madeira, cerâmica, bordados, vime, palha, bambu, tricô e renda. As pedras semipreciosas também são exploradas, transformadas em jóias criativas, sobretudo em Juazeiro do Norte, Quixadá e Quixeramobim.
Em Fortaleza, destaca-se a visitação à Casa de José de Alencar (que abriga o Museu da Renda, o Museu da Antropologia, a Pinacoteca Floriano Teixeira e a Biblioteca Braga Montenegro), o Museu da Imagem e do Som do Ceará, o Museu do Ceará, o Memorial da Cultura Cearense, o Museu das Secas, o Museu do Maracatu, o Museu de Fortaleza o Theatro José de Alencar, um dos mais importantes exemplos da arquitetura art nouveau no Brasil, o Centro Dragão do Mar de Arte e Cultura, grande obra onde se apresentam e expõem diversas obras e performances artísticas, além de construções históricas, como a Fortaleza de Nossa Senhora da Assunção, marco-zero da cidade de Fortaleza e uma das construções mais antigas do Ceará.
Fortaleza, Aracati, Icó, Viçosa do Ceará, Sobral,  Barbalha, Crateús e Quixadá têm vários bens do Patrimônio Histórico arquitetônico tombados pelo IPHAN. A cidade de Aquiraz é a mais antiga do estado, tendo sido a primeira capital da província. Os engenhos de cana-de-açúcar mantêm o ambiente rústico e também contam um pouco da História do Ceará.
Turismo religioso
Com inúmeras manifestações da religião católica popular, o estado é palco de verdadeiros espetáculos de devoção, conseguindo mobilizar milhares de romeiros. As cidades de maior destaque são Juazeiro do Norte - atraindo os devotos do Padre Cícero, Canindé - sendo considerado o segundo maior centro de peregrinação de devotos de São Francisco e Quixadá - com o Santuário Nossa Senhora Imaculada Rainha do Sertão.
Turismo de aventura
Áreas de serra, praia e sertão têm sido utilizadas, cada vez mais, para a prática de esportes, tais como: campeonatos de voo livre, rappel, escalada, trekking, rally, windsurf, kitesurf, vela, surf, e ainda o sandboard. Os destaques estão em Quixadá, cuja geografia marcada por colinas e inselbergs facilita a prática de esportes como o rappel e o voo de asa-delta, e em praias ao longo do litoral.
Ecoturismo

A diversidade de ecossistemas faz com que o ecoturismo seja praticado em todo o estado, tendo como expoentes principais: Como a Reserva Natural Serra das Almas situada em Crateús reconhecida pela Unesco como Posto Avançado da Reserva da Biosfera, o lugar é abrigo de uma amostra significativa da flora e fauna da Caatinga. O Maciço de Baturité, que conta com cachoeiras, vegetação de floresta tropical úmida e trilhas para observação da flora e fauna locais. O Parque Nacional de Ubajara, na Cuesta da Ibiapaba, conhecido como oásis próximo ao sertão semiárido, contando com grutas visitadas por muitos turistas; o Sertão Central, com o Vale Monumental, que abarca cidades como Quixadá e Quixeramobim; e o vale do Cariri, com trilhas organizadas na Floresta Nacional do Araripe, primeira floresta nacional de todo o Brasil, contando com vegetação que varia de cerrado a floresta tropical em imensos paredões tabulares que se elevam a até mais de 900m de altitude. As cachoeiras, também são outra fonte de turismo no estado, um exemplo de ecoturismo é a cachoeira Pires Ferreira, onde se encontra uma imensa trilha ecológica. Deve-se, ainda, ressaltar que, na costa, há diversas áreas de mangue com fauna rica que atraem turistas, especialmente nas áreas próximas ao Delta do Parnaíba, na divisa com o Piauí.
Turismo rural

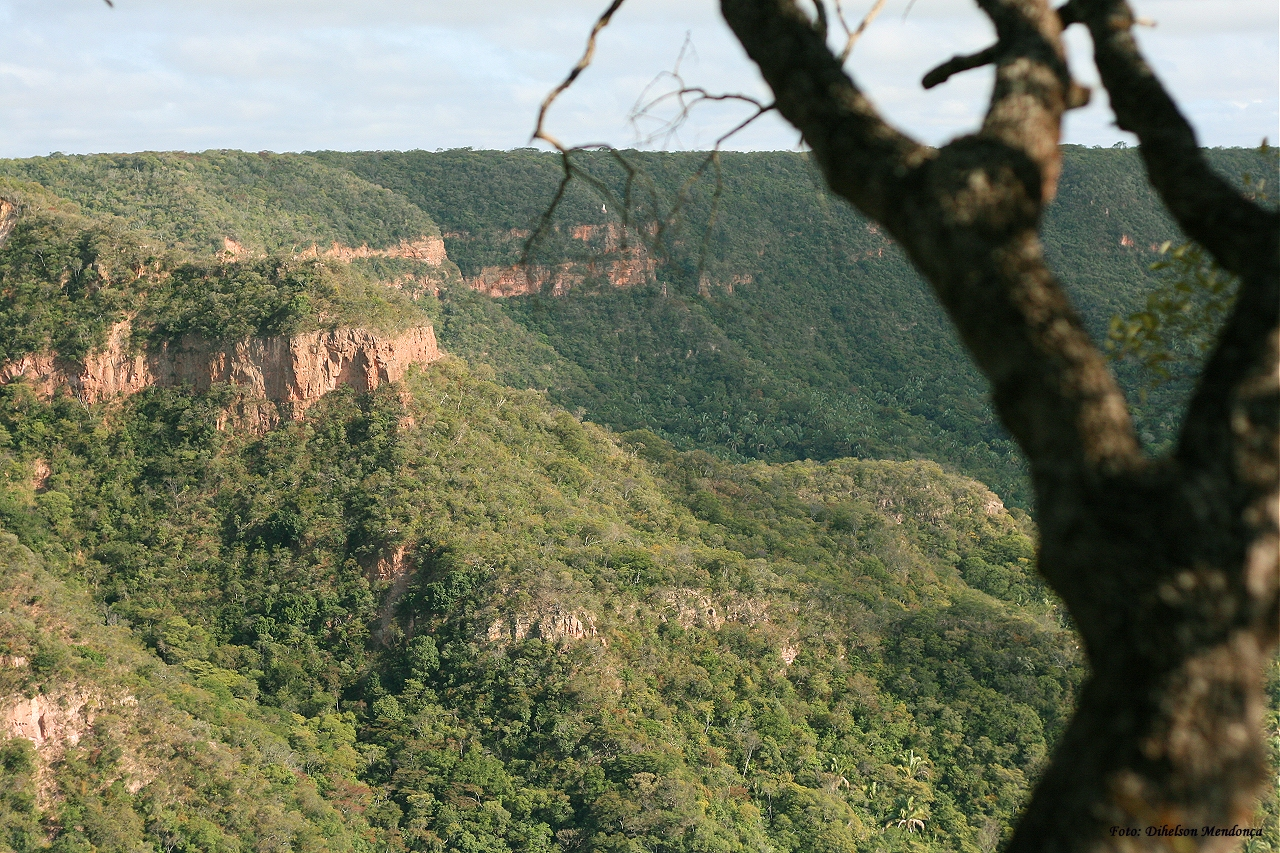
Chapada do Araripe, no Crato, uma das regiões com forte potencial para o ecoturismo no Ceará.

É uma das alternativas econômicas para o interior do Ceará, uma vez que pode agregar valor às propriedades e aos recursos naturais existentes. O interesse específico está na produção agropecuária, nos costumes e na culinária locais.